# Bloomfield (film)
Pour les articles homonymes, voir Bloomfield.
Pour plus de détails, voir Fiche technique et Distribution.
Bloomfield (hébreu : בלומפילד) est un film dramatique du football britanno-israélien réalisé par Richard Harris et Uri Zohar sorti en 1970.
Uri Zohar a commencé à réaliser le film mais des divergences d'opinion sont apparues entre lui, Harris et les producteurs et il a quitté la production une semaine plus tard.

## Synopsis
Israël à la fin des années 1960. Eitan est un attaquant populaire de son équipe de football et en même temps l'idole du jeune Nimrod. Le père de ce dernier lui promet de l'emmener au stade Bloomfield de Tel Aviv pour ce qui pourrait être le dernier match du footballeur vieillissant, mais seulement si les résultats scolaires de Nimrod sont également bons. Mais c'est là que le bât blesse : sa promotion est menacée, car le garçon préfère se rendre sur le terrain de football et taper lui-même dans le ballon. Nimrod pense, non sans raison, que son père ne tiendra pas sa promesse et s'enfuit en auto-stop pour rencontrer son héros en personne au stade de Bloomfield. Eitan lui-même a dépassé depuis longtemps le zénith de sa carrière, mais il s'est toujours laissé convaincre d'enchaîner encore un match et encore un autre. Sa petite amie Nira, sculptrice talentueuse en passe de devenir célèbre, aimerait également qu'il arrête enfin et qu'il se trouve un emploi stable. Mais qui veut de lui ? Un poste d'entraîneur promis par son club n'est pas encore dans la poche et certains soi-disant amis se révèlent peu fiables.
Yasha, un collègue de jeu sans scrupules, dit à Eitan qu'il n'a plus à se soucier de son avenir s'il fait en sorte que son club perde le prochain match. Il lui offre une voiture de luxe en échange. Eitan refuse d'abord, mais la peur de perdre Nira, la pression de Yasha et la rancœur qu'il a contre l'attitude du comité directeur de son club le font finalement craquer. Seul le petit Nimrod, pour qui il est le grand héros, offre à Eitan une agréable distraction. Tous deux entreprennent une folle virée ensemble à la plage. Lorsque le prochain match décisif arrive, Eitan s'enivre sans retenue. Ce n'est que lorsqu'il déçoit Nimrod et que Nira lui dit ses quatre vérités qu'Eitan reprend ses esprits et remet de l'ordre dans sa vie. À la deuxième mi-temps du match décisif, il entre sur le terrain et donne encore une fois toute son énergie pour mener l'équipe à la victoire.

## Fiche technique
- Titre français : Bloomfield
- Titre hébreu : בלומפילד
- Réalisation : Richard Harris, Uri Zohar
- Scénario : Wolf Mankowitz (en), Joseph Gross
- Photographie : Otto Heller
- Montage : Kevin Connor
- Musique : Johnny Harris, Maurice Gibb
- Décors : Richard Macdonald (en)
- Production : John Heyman (en), Wolf Mankowitz (en)
- Sociétés de production : Cenfilco Tel Aviv, Limbridge, World Films Company
- Pays de production :  Israël -  Royaume-Uni
- Langues originales : hébreu, anglais
- Format : couleurs par Technicolor - Son mono - 35 mm
- Durée : 97 minutes
- Genre : Drame du football
- Date de sortie :
  - Royaume-Uni : décembre 1970
  - Israël : juin 1971

## Distribution
- Richard Harris : Eitan
- Romy Schneider : Nira
- Kim Burfield : Nimrod
- Maurice Kaufmann : Yasha
- Yossi Yadin : Weiner
- Shraga Friedman : le président du club

## Production
Le tournage a commencé en octobre 1969 en Israël, à Tel Aviv et à Jaffa. Deux semaines après le début du tournage, le réalisateur Uri Zohar quitte la production. Au bout d'une semaine, Harris prend le relais. Comme Harris n'est pas membre d'un syndicat technique, le syndicat de l'équipe ordonne à ses membres de cesser le travail, mais ils continuent quand même. « Aucun autre réalisateur n'aurait pris le relais sans des mois de préparation », affirme Harris.
Harris devait se rendre en Israël pour cinq semaines et y est resté cinq mois, ce qui l'a empêché de jouer le rôle-titre dans le film Scrooge (Albert Finney a pris le relai).
Le directeur de la photographie Otto Heller est décédé deux semaines après le tournage[13].
Les prises de vue ont eu lieu autour de Tel Aviv, (plage de Tel Aviv, port de Tel Aviv, vieux Jaffa, stade Bloomfield, Ariana Club) et à Arad. Les intérieurs ont été tournés aux studios Twickenham à Londres.

## Exploitation
La première mondiale du film devait avoir lieu le vendredi 6 novembre 1970, au cinéma Savoy de Limerick en Irlande, la ville natale de Harris. Quelques grands noms devaient assister à la première, dont Roger Moore et Honor Blackman. Mais alors que la séance était sur le point de commencer, un appel téléphonique annonce qu'une bombe a été placée dans le cinéma et le bâtiment est évacué à la hâte. Aucune bombe n'a été trouvée, mais Richard Harris était très en colère après cet incident. Le film a ensuite été présentée à la Berlinale 1971.